# Artista do Povo da Rússia
Artista do Povo da Rússia (russo: Народный артист Российской Федерации) título maior honorário da Federação Russa, é atribuído por realizações notáveis no campo do teatro, música, circo, do vaudeville e do cinema. Incluído no sistema de prêmio estado da Federação Russa. 
O título de "Artista do Povo da Rússia" é apropriada pelos artistas russos, coreógrafos, regentes, dramaturgos, compositores, diretores, directores do coro, artistas da música, para criar-estado imagens, música, programas de circo e concertos, papéis teatrais e cinematográficas e cumpri-las, que fizeram contribuições relevantes no desenvolvimento e na preservação da cultura artística nacional, a formação da nova geração de artistas e recebeu reconhecimento público e comunidade profissional.